# Cálidda
Gas Natural de Lima y Callao S.A. bajo la marca comercial Cálidda es una empresa peruana de distribución de gas natural y GNV. También ofrece el servicio de venta y mantenimiento de electrodomésticos. Opera en Lima y Callao. Esta certificada y regulada por el Ministerio de Energía y Minas del Perú.
En el año 2023, la cantidad de clientes con contrato de condiciones uniformes vigente fue de 1.782.596

## Historia
El 9 de diciembre de 2000, obtuvo la concesión de operación por un periodo de 33 años. Que puede ser prorrogable, hasta como máximo el año 2060.
El 8 de febrero de 2002, fue constituida legalmente e inició sus operaciones de distribución, el 20 de agosto del 2004, tras completar la construcción de su red de distribución.
En 2007, la empresa colombiana Promigas adquirió el 40% de las acciones de Cálidda. luego, en febrero de 2011 otra empresa colombiana Grupo Energía Bogotá adquirió el 60% restante.
En 2022, empezó un masivo proceso de conversión de antiguos modelos de autobúses a GNV.
En 2023, inaugura la primera estación de GNL en América del Sur.
En 2025, Cállida planteo al Gobierno de Perú la intención de ampliar sus área de concesión a las regiones de; Apurímac, Ayacucho, Cuzco, Huancavelica, Junín, Puno y Ucayali.

### Hallazgos Arqueológicos
Durante los trabajos de instalación de redes de gasoductos, Cálidda ha hecho diversos hallazgos arqueológicos. En 2019 en Carabayllo. En 2020 en Breña. En 2021 cerca a la Plaza Manco Cápac, en Callao y poco después en San Martín de Porres. En 2023 en Ancón. en 2024 en Miraflores.